# Glazunov Glacier
Glazunov Glacier är en glaciär i Antarktis. Den ligger i Västantarktis. Argentina, Chile och Storbritannien gör anspråk på området. Glazunov Glacier ligger 286 meter över havet.
Terrängen runt Glazunov Glacier är platt söderut, men norrut är den kuperad.  Trakten är obefolkad. Det finns inga samhällen i närheten.